# Bandera de Varsovia

Bandera de Varsovia.

La bandera de Varsovia (pol: Warszawa) está formada por dos franjas horizontales de iguales dimensiones, la franja superior es de color amarillo y la inferior es roja. Posee unas proporciones 5:8.
El color rojo de la bandera nacional polaca se repite a lo largo de todas las banderas de mayor o menor medida como ocurre en esta de Varsovia. La bandera y el escudo fueron aprobados como oficiales para la ciudad de Varsovia en el año 1938

## Banderas Similares
1. La Praga y Bogotá se parecen a la de Varsovia.

Bandera de Praga, República Checa
Bandera de Morelia, México.

- Datos: Q2073258
- Multimedia: Flags of Warsaw / Q2073258